# 刘绍喜
刘绍喜（1963年—），广东汕头人，汉族，中华人民共和国政治人物、第十二届全国人民代表大会广东地区代表。

## 生平
毕业于澳门科技大学工商管理专业，加入中国共产党。2013年，担任全国人大代表。2018年2月24日，当选为第十三届全国人大代表。